# Cronk Howe Mooar
Cronk Howe Mooar (Manx: Cronk y Mur) ist eine abgegangene Niederungsburg nördlich von Port Erin am Südwestende der Isle of Man.

## Beschreibung
Es handelt sich um einen grasbewachsenen Hügel von ca. 10–12 Meter Höhe, der von einem breiten Burggraben umgeben ist.  An seinem Fuß hat der Hügel einen Durchmesser von etwa 42 Metern, oben einen von etwa 17 Metern. Oben auf dem Hügel befindet sich eine leicht eingesunkene Fläche von etwa 5,4 Meter × 3 Meter mit Resten von Trockenmauern und einigen großen, aufrecht stehenden Steinen.
Auf und um den Hügel finden sich niedrige Reste von Wällen. Man nimmt an, dass hier eine hölzerne Motte stand, deren Palisaden auf den Wällen standen, von denen heute nur noch Reste existieren.

## Geschichte
Man nimmt an, dass die Motte Anfang des 12. Jahrhunderts von den Normannen errichtet wurde. In einer walisischen Chronik ist beschrieben, dass König Magnus Barelegs 1102 auf die Insel kam und drei Burgen bauen ließ, wozu er anordnete, dass Männer aus Galloway in Schottland Holz lieferten. Es wird vermutet, dass Cronk Howe Mooar eine dieser Burgen war.
1912 begann der Archäologe Philip Kermode mit Ausgrabungen am Cronk Howe Mooar. Er fand einen Hügel, der aus verschiedenen Schichten, Sand, Lehm und Kies aufgebaut war. Damals hielt man dies für einen natürlichen Hügel, der am Ende der letzten Eiszeit als Moräne entstanden sei. Allerdings finden sich solche Moränen nirgends im Umkreis der Isle of Man.
Als man die Steine auf dem Hügel fand, kam man zu dem Schluss, dass ein natürlicher Hügel genutzt worden war, um eine Verteidigungsmauer darauf zu bauen, hinter der sich die Verteidiger vor den Angreifern schützen konnten. Auch diese Annahme stellte sich schließlich als falsch heraus.
Heute ist man der Ansicht, dass es sich um eine klassische Motte aus normannischer Zeit handelte.